# 西牟田城
西牟田城（にしむたじょう）は、福岡県筑後市にあった日本の城（平山城）。鹿児島県薩摩川内市の西牟田にも西牟田城があったが、これは別のもの。

## 所在地・規模
『校訂筑後志』に「三潴郡西牟田村にあり」と見え、現在の筑後市西牟田流地区にあったと推定されているが、正確な位置については諸説ある。城の規模や形態について同書は、「東西三十五間、南北二廿五間の平城なり」としている（1間は約1.8メートル）。
『筑後市文化財調査報告書 西牟田寛元寺遺跡』（筑後市教育委員会）は、西牟田城址を中心に「西牟田館址、本村館址、西古賀館址、久保館址、弥吉上総家宅址など西牟田氏関連の居館」址が存在することを紹介している。

## 由緒・歴史

### 西牟田築城
嘉禎年中（1235年-1238年）、西牟田彌次郎家綱（行西）が、鎌倉幕府の命を受けて伊豆国三島より筑後国三瀦郡西牟田村に地頭として赴任し、西牟田城を築いたとされる。

### 大友氏の筑後支配
室町時代の西牟田氏は、豊後国大友氏傘下のいわゆる「筑後十五城」の城主の一人であった（江戸時代より前は、領主のことを「藩主」とは言わず「城主」と表現した）。
筑後の国人領主に対する大友氏の支配は、苛斂誅求を極めた。大友氏は、領国中どこで戦いが始まっても彼らに出兵を命じ、筑前国、肥前国、肥後国はおろか豊前国や日向国の奥地までも従軍させ、南征北伐に駆り立てている。また、任官、叙位、家督相続、城の移転、改造等についてすべて大友家の裁可を得なければならないだけでなく、大友家発行の証札なしには他国はもちろん自国内ですら自由に通行ができなかった。

### 繰り返される反乱
西牟田氏は、斯かる大友氏の支配に対し、しばしば叛旗を翻している。天文3年（1534年）9月には、西牟田播磨守親毎・親氏父子が他の筑後国衆とともに大友氏に背き、その大軍と戦って討死している。また、天文19年（1550年）にも、西牟田鎮豊が反大友の軍事行動を起こし、鎮圧されている。

### 龍造寺に属し、生津城へ移る
天正6年（1578年）、肥前を平定した佐賀の龍造寺氏が筑後へ進出してくると、西牟田鎮豊は大友氏の傘下を離れて、龍造寺方に参陣したが、大友氏からはさらに激しい攻勢に晒されるようになった。
天正7年（1579年）、西牟田鎮豊は新たに堅固な本拠地として生津城を築き、そこに移った。